# Chimichagua
Chimichagua est une municipalité située dans le département de Cesar, en Colombie.